# Adam Stachowiak (cyclisme)
Pour les articles homonymes, voir Adam Stachowiak.
Adam Stachowiak, né le 10 juillet 1989 à Żyrardów, est un coureur cycliste polonais.

## Biographie
Il met un terme à sa carrière cycliste à l'issue de la saison 2023. 

## Palmarès sur route

### Par année
- 2013
  - 3e du championnat de Pologne du contre-la-montre en duo (avec Błażej Janiaczyk)
- 2014
  - 2e du Tour de Crète
  - 2e de la Coupe des Carpates
  - 3e du Szlakiem Bursztynowym Hellena Tour
- 2015
  - Memorial im. J. Grundmanna J. Wizowskiego
  - 3e de Velká Bíteš-Brno-Velká Bíteš
- 2017
  - 2e du championnat de Pologne de la montagne
  - 3e du Visegrad 4 Bicycle Race - GP Hungary
  - 3e du Bałtyk-Karkonosze Tour
  - 3e de la Course de Solidarność et des champions olympiques
- 2019
  - Tour of Malopolska :
    - Classement général
    - 3e étape

  - 3e du Bałtyk-Karkonosze Tour
- 2020
  - 3e du Bałtyk-Karkonosze Tour

### Classements mondiaux
| Année           | 2013 | 2014 | 2015 | 2016   | 2017 |
| --------------- | ---- | ---- | ---- | ------ | ---- |
| UCI Europe Tour | 815e | 258e | 206e | 1 038e | 250e |

## Palmarès sur piste

### Championnats nationaux
- 2008
  - 3e du championnat de Pologne de l'américaine
- 2009
  - 3e du championnat de Pologne de poursuite par équipes
- 2010
  - 2e du championnat de Pologne de l'américaine
  - 3e du championnat de Pologne de course aux points
- 2011
  - 3e du championnat de Pologne de l'américaine
- 2012
  - 3e du championnat de Pologne de l'américaine
- 2013
  -  Champion de Pologne de poursuite par équipes (avec Paweł Brylowski, Mateusz Nowaczek et Adrian Tekliński)
  - 2e du championnat de Pologne de poursuite
  - 2e du championnat de Pologne de course aux points
  - 2e du championnat de Pologne de l'américaine
- 2015
  - 3e du championnat de Pologne de poursuite par équipes